# Bactrocera inconstans
Bactrocera inconstans
 es una especie de díptero que Drew describió por primera vez en 1989. Bactrocera inconstans pertenece al género Bactrocera de la familia Tephritidae.  